# 第三国定住
第三国定住（だいさんごくていじゅう、英語: third country resettlement）とは、すでに難民キャンプで生活するなどして難民となっている者を、別の国が受け入れる制度。国連難民高等弁務官事務所 (以下、「UNHCR」) は、自主帰還、庇護国への定着と共に、難民保護に必要不可欠な手段として挙げる 。

## 概要
アメリカ合衆国、カナダ、オーストラリア、ニュージーランド、スウェーデン、ノルウェー、イギリスなど、2012年現在22カ国が採用。2008年6月時点で、タイ王国へ逃れたミャンマー難民のうち3万人以上が、この制度によりアメリカ・カナダ・オーストラリアなどへ受け入れられた。
この制度の対象となるのは、UNHCRが推薦する難民であるため、難民認定作業が容易になるとされる。また、日本の入管法の現在の運用では、難民認定の対象を、事実上、来日した外国人に限定するが、この制度を採用すると、難民が現在する地域に審査官が出向いて審査することも可能となる。

## 日本における第三国定住制度
アジア太平洋地域においては、オーストラリア、ニュージーランドに次いで実施。
2010年～2012年にミャンマー難民約90名を受け入れ予定。　
- 2010年（第1期）
  - 人数：5家族27名
  - 2010年9～10月、メラ難民キャンプ (Mae La refugee camp) から来日、日本語、生活等研修開始
  - 2011年3月、研修修了。千葉県、三重県の農業法人に就職。
- 2011年（第2期）
  - 人数：4家族、計18人（2家族、8名が辞退）
  - 2011年8月1日～26日、日本語、社会制度を学ぶ研修をメラ・キャンプで実施。
  - 2011年9月、訪日[4]。
  - 2012年3月、研修修了[4]。
- 2012年（第3期）[5]
  - 人数：0名
  - メラ難民キャンプ に加えヌポ・キャンプおよびウンピウム・キャンプからも受入れ予定[6]。　３家族16人を受け入れる予定であったが、全員来日を辞退[7][8][9]
- 2013年
  - 人数：4家族、計18人
  - ウンピウム・キャンプより受入れ予定[10]
- 2014年
  - 受け入れ予定[11]